# Marcus Williams (giocatore di football americano 1996)
Marcus Alan Williams (Corona, 8 settembre 1996) è un giocatore di football americano statunitense che milita nel ruolo di safety per i Baltimore Ravens della National Football League  (NFL).

## Carriera

### New Orleans Saints
Williams al college giocò a football all'Università dello Utah dal 2014 al 2016. Fu scelto nel corso del secondo giro (42º assoluto) nel Draft NFL 2017 dai New Orleans Saints. Debuttò come professionista partendo come titolare nella gara del primo turno contro i Minnesota Vikings mettendo a segno 5 tackle. La sua prima stagione regolare si concluse con 73 tackle, 4 intercetti e 7 passaggi deviati, venendo inserito nella formazione ideale dei rookie dalla Pro Football Writers of America. Il 14 gennaio 2018, nel divisional round dei playoff, mise a segno un intercetto su Case Keenum ma negli ultimi secondi di gara mancò un placcaggio su Stefon Diggs che andò a segnare il touchdown della vittoria in rimonta dei Vikings.
Nel marzo del 2021 i Saints applicarono su Williams la franchise tag.

### Baltimore Ravens
Il 15 marzo 2022 firma un quinquennale da 70 milioni di dollari con i Baltimore Ravens.

## Palmarès
- PFWA All-Rookie Team - 2017